# Zabuyelita
La zabuyelita es un mineral de la clase de los minerales carbonatos y nitratos. Fue descubierta en 1978 en el lago Zabuye en la Región Autónoma del Tíbet (China), siendo nombrada así por esta localización. Sinónimos poco usados son diomignita o su clave IMA1985-018.

## Características químicas
Es un carbonato anhidro de litio, que cristaliza en el sistema cristalino monoclínico.

## Formación y yacimientos
Se ha encontrado embebida en rocas de sal mineral, así como en precipitados en los márgenes del un lago salino rico en litio, en el Tíbet; también como inclusiones sólidas dentro de inclusiones fluidas de espodumena. Importantes yacimientos en China, Zimbabue, Estados Unidos y Canadá.
Suele encontrarse asociado a otros minerales como: halita, gaylussita o northupita.